# Melipotis novanda
Melipotis novanda är en fjärilsart som beskrevs av Achille Guenée 1852. Melipotis novanda ingår i släktet Melipotis och familjen nattflyn. Inga underarter finns listade i Catalogue of Life.